# Herbert McLean Evans
Herbert McLean Evans FRS (Modesto, Califórnia, 23 de setembro de 1882 – Berkeley, Califórnia, 6 de março de 1971) foi um anatomista e embriologista estadunidense.
Foi eleito membro estrangeiro da Royal Society em 1951.